# Hawker Fury
Hawker Fury – brytyjski dwupłatowy samolot myśliwski, produkowany przez wytwórnię Hawker w latach trzydziestych XX wieku.

## Historia
Hawker Fury powstał jako rozwinięcie projektu myśliwca opracowanego w zakładach Hawker w odpowiedzi na specyfikację Ministerstwa Lotnictwa nr F.20/27. Konstrukcja ta została dostosowana do nowych wymagań poprzez wymianę silnika gwiazdowego na rzędowy Rolls-Royce F.XI, znany później pod nazwą Kestrel. Sam samolot, nazwany przez wytwórnię Hornet, okazał się być lepszy od konkurencyjnej konstrukcji firmy Fairey. Spowodowało to zamówienie w 1931 roku seryjnych samolotów, wyposażonych w mocniejszy silnik Kestrel IIS o mocy 525 KM, pod nazwą zmienioną na Fury Mk I.
Pomimo wprowadzenia samolotu do linii, konstruktorzy Hawkera wciąż pracowali nad wyposażeniem Fury w mocniejsze silniki. Zaowocowało to powstaniem kilku wersji eksportowych, oraz opracowaniem nowej maszyny na potrzeby RAF. Fury Mk II różnił się od poprzednika nie tylko zastosowaniem nowego silnika Kestrel VI, ale także innym systemem chłodzenia, powiększonymi zbiornikami paliwa oraz zmienioną konstrukcją podwozia. Pierwszy zmodernizowany samolot został oblatany 20 sierpnia 1935 roku.
Łącznie zbudowano 262 samoloty Hawker Fury wszystkich wersji.

## Służba
Pierwsze seryjne Fury Mk I trafiły na wyposażenie 43 dywizjonu RAF w maju 1931 roku. Był to pierwszy samolot myśliwski Royal Air Force zdolny do przekroczenia prędkości 322 km/h (200 mil/h) w locie poziomym. Pomimo znakomitych jak na swe czasy osiągów, cena myśliwców Fury okazała się zbyt wysoka i wyposażono w nie tylko trzy dywizjony, preferując wolniejszy, ale dużo tańszy Bristol Bulldog.
Hawker Fury wzbudził też zainteresowanie sił lotniczych innych państw. Wyposażone w różne typy silników myśliwce trafiły na wyposażenie lotnictwa perskiego, hiszpańskiego i portugalskiego. Jeden egzemplarz był testowany w Norwegii. Jugosłowiańska wytwórnia Zmaj podjęła produkcję licencyjną Fury na potrzeby wojsk powietrznych tego kraju. W samoloty te zostały także wyposażone trzy dywizjony South African Air Force.
Od 1937 roku na wyposażenie RAF zaczęły trafiać zmodernizowane Fury Mk II. Tym razem zakupiono je w większej ilości, wystarczającej na wyekwipowanie sześciu dywizjonów myśliwskich. Służyły one w RAF do początku 1939 roku, zastępowane sukcesywnie przez nowe myśliwce Gloster Gladiator i Hawker Hurricane i kierowane do jednostek szkolnych.
Samoloty kupione przez lotnictwo hiszpańskie wzięły udział w wojnie domowej, walcząc po obydwu stronach konfliktu. W czasie II wojny światowej Fury pozostawały wciąż w służbie w Jugosławii. Zupełnie przestarzałe, nie zapisały się niczym szczególnym w trakcie odpierania ataku państw Osi w 1941 r. Maszyny SAAF były użyte w trakcie walk z wojskami włoskimi w Afryce Wschodniej w 1940 i 1941 roku.
Ostatnimi Fury w linii były myśliwce irańskie, aż do 1942 roku pełniące służbę patrolową na wybrzeżu Zatoki Perskiej.

## Konstrukcja
Samolot Hawker Fury był dwupłatowym, jednomiejscowym myśliwcem o stałym podwoziu i otwartej kabinie. Konstrukcja płatowca była mieszana, metalowo – drewniana, kryta blachą i płótnem. Myśliwiec był uzbrojony w dwa karabiny maszynowe kal. 7,7 mm, umieszczone w kadłubie nad silnikiem.